# Dresde
Dresde (en alemán: Dresden pronunciado /ˈdʁeːsdn̩/ⓘ; en alto sorabo: Drježdźany) es la capital del estado federado de Sajonia, en Alemania. Limita al noroeste con el distrito de Meißen, al noreste con el de Bautzen y al sur con el de Distrito de Suiza Sajona-Montes Metálicos Orientales. Dresde se encuentra justo en el centro de la conurbación homónima. Esta aglomeración, junto con la de Chemnitz-Zwickau y la de Leipzig-Halle, constituyen la llamada “región metropolitana del triángulo sajón”. La población total de Dresde supera los 550 000 habitantes y su correspondiente Regierungsbezirk o región administrativa, el millón y medio.
Las innovaciones y las tecnologías de vanguardia juegan un papel destacado en el área de Dresde; la tecnología de la información y la nanoelectrónica son económicamente importantes, por lo que también se posiciona como el centro de “Silicon Sajonia”. Los sectores farmacéutico, cosmético, de maquinaria, construcción de vehículos y plantas, alimentación, industria óptica, servicios, comercio y turismo también generan un gran valor añadido en el área de Dresde. Con tres autopistas, dos estaciones de trenes de larga distancia, un puerto interior y un aeropuerto internacional, Dresde es también un importante centro de transporte.
Dresde tiene fama mundial en el sector cultural y artístico con una gran variedad de teatros como Semperoper, orquestas como la Orquesta Estatal Sajona, coros como Kreuzchor y famosos museos como la Galería de Pinturas de los Maestros Antiguos. A la vez cuenta con una arquitectura extraordinaria, sobre todo el estilo barroco, como Zwinger, Residenzschloss, Frauenkirche o Hofkirche. El mercadillo de Navidad, Striezelmarkt, fundado en 1434, es uno de los más antiguos mercadillos de Navidad del mundo. El Valle del Elba en Dresde fue Patrimonio de la Humanidad de la Unesco entre 2004 y 2009, pero perdió su sitio en dicha lista debido a la construcción de un puente a dos kilómetros del centro histórico.
En 2015, la ciudad fue laureada, junto con la sueca Vara con el Premio de Europa, una distinción otorgada anualmente por el Consejo de Europa, desde 1955, a aquellos municipios que hayan hecho notables esfuerzos para promover el ideal de la unidad europea.
Dresde también se llama Florencia en el Elba, originalmente principalmente por sus colecciones de arte. Su arquitectura barroca y mediterránea, así como su ubicación pintoresca y climáticamente favorable en el valle del Elba contribuyeron significativamente a ese nombre adicional.

## Historia
| Pertenencias históricas Margraviato de Meissen 1206-1423 Electorado de Sajonia 1423-1485 Ducado de Sajonia 1485-1547 Electorado de Sajonia 1547-1806 Reino de Sajonia 1806-1918 República de Weimar 1918-1933 Alemania nazi 1933-1945 Alemania ocupada 1945-1949 Alemania Oriental 1949-1990 Alemania 1990-presente |

Los primeros poblamientos de la zona donde hoy se enclava Dresde datan del Neolítico. Dresde, cuyo nombre proviene del antiguo sorabo drežďany («pantano» o «ribereño de la ripisilva»),  fue al principio sólo un pueblo de pescadores y campesinos. No se menciona por primera vez hasta 1206. Después de la división de la casa de Wettin en dos ramas en 1485; la ciudad recayó en manos del hijo menor, Alberto, quien la convirtió en la capital del ducado de Sajonia, ampliando sus posesiones hasta convertirse en un centro político y cultural. Desde 1547 experimentó un gran auge tras la rebelión de los Wettin para obtener la dignidad Electoral, haciendo de Sajonia el estado protestante más importante del Sacro Imperio Romano Germánico.
El desarrollo de la ciudad se vio estancado por la guerra de los Treinta Años (1618-1648). En 1685 el casco antiguo ardió completamente y necesitó bastantes años para su total reconstrucción como "Nueva ciudad regia" (hoy Neustadt). Bajo el gobierno de Augusto el Fuerte, Dresde se labró su fama de ciudad cultural — la «Florencia del Norte»— que todavía mantiene: invitó a arquitectos, compositores y músicos, a menudo llegados de Italia o Austria, y se construyó el complejo barroco del Zwinger, el palacio japonés y la Hofkirche y adquirió colecciones excepcionales de obras de arte.
Durante el siglo XVIII, Dresde fue conquistada por Prusia en dos ocasiones: guerra de sucesión austriaca (1745) —cuando se firmó en la ciudad un tratado de paz entre Austria y el ducado de Sajonia que aseguraba Silesia a Prusia— y guerra de los Siete Años (1756-1763), en la que los prusianos incendiaron la ciudad. En 1760 Dresde fue asediada otra vez por Prusia, esta vez sin éxito, aunque tuvo que soportar un nuevo bombardeo. A principios del año 1791 se firmó en Dresde la Declaración de Pillnitz, que dio comienzo a unas hostilidades entre Francia y Alemania que durarían 150 años, descontentos los soberanos alemanes con los resultados de la Revolución francesa. En 1813, un año después de haber celebrado allí el famoso congreso de Dresde, durante la Guerra de la Sexta Coalición contra Napoleón I, tuvieron lugar en los alrededores de Dresde batallas decisivas como Dresde (26 y 27 de agosto) y Leipzig. En esta ocasión el reino de Sajonia, con Dresde a la cabeza, luchó junto a los franceses, que protegieron la ciudad y la defendieron contra los posteriores ataques. Vencidos los franceses frente a un ejército de coalición integrado por austriacos, rusos y prusianos, entregarían la ciudad el 16 de noviembre que fue ocupada por los rusos hasta que el 8 de noviembre de 1814 fue transferidas al gobernador prusiano. Las fortificaciones de la ciudad fueron destruidas en 1815. A lo largo del siglo XIX Dresde se convirtió en la capital de uno de los reinos más fuertes que había en el Reich formado en 1871.
La ciudad recibió un durísimo golpe al final de la Segunda Guerra Mundial. Apenas doce semanas antes de la capitulación de la Alemania nazi, un tercio de la ciudad fue destruida del 13 al 15 de febrero de 1945 por la Royal Air Force, con el apoyo de la fuerza aérea estadounidense. Se lanzaron sobre la ciudad 650 000 bombas incendiarias y explosivas con un peso total de 3900 to que desencadenaron una tormenta ígnea que redujo a escombros su centro histórico. El número de muertos se estimó en un principio en varios cientos de miles y varía enormemente en función de la fuente, pero la línea mayoritaria en la historiografía actual lo sitúa entre 22 700 y 35 000 muertos, decantándose los estudios más recientes por las cifras más bajas. Ese ataque sigue siendo uno de los episodios más polémicos y controvertidos de la II Guerra Mundial. Obras maestras del arte barroco como la Semperoper  y los principales museos del castillo de la Residencia de Dresde y el Zwinger fueron destruidos. Casi todas las colecciones del Antiguo Régimen habían sido escondidas por precaución en un bosque cercano antes de los bombardeos. Fueron trasladados a la Unión Soviética después de la guerra y luego repatriados a Alemania Oriental en 1955.
Tras el reparto de las potencias aliadas, la ciudad quedó en la zona de ocupación soviética —que se mantuvo con la presencia en la ciudad de una división de tanques del ejército soviético hasta la reunificación.— y posteriormente, a partir de 1949, se integró en la República Democrática Alemana (RDA). A diferencia de otras ciudades alemanas, Dresde vio reconstruida buena parte de las áreas históricas destruidas y gracias a las protestas de los vecinos, las partes no destruidas del barrio de Neustadt se salvaron de la demolición. Una parte importante de la ciudad fue construida siguiendo los principios de la arquitectura socialista, edificándose grandes bloques de edificios de hormigón y barrios de viviendas populares prefabricadas en Prohlis y Gorbitz. Las autoridades socialistas alemanas reconstruyeron el palacio Zwinger, la catedral católica (Hofkirche) y el teatro de la ópera (Semperoper). En 1952 el land de Sajonia fue disuelto por las autoridades de la RDA y Dresde se convirtió en capital del distrito homónimo. Durante ese periodo, la ciudad se convirtió en el mayor centro industrial de la Alemania oriental, disponiendo de un gran número de centros de investigación.
Tras la caída del Muro de Berlín en 1989 y la Reunificación alemana, la ciudad pasó a ser la nueva capital del recuperado land de Sajonia, parte de la República Federal de Alemania y de la Unión Europea. En esa época fueron derribados más edificios antiguos y  muchos fueron reconstruidos gracias a subvenciones. Muchas zonas de Dresde sirven ahora como ejemplo de la exitosa restauración de edificios representativos y permanecen como emblemas del patrimonio nacional. Al igual que el resto de la antigua RDA, Dresde tuvo problemas para incorporarse a la RFA, aunque ha sido una de las que mejor ha sabido adaptarse a la Nueva Economía.
En agosto de 2002, la ciudad se vio afectada por las grandes inundaciones del Elba, cuyo nivel superó al de las mayores inundaciones de 1784, 1799 y 1845; la estación central fue devastada por un río de lodo y numerosos monumentos reconstruidos fueron dañados. 
En 2004, Dresde y los 20 km que median entre el castillo de Übigau y el Palacio de Pillnitz, es decir, el Valle del Elba en Dresde, fueron declarados Patrimonio Cultural Mundial de la Unesco, pero dejaron de serlo en 2009 a causa del impacto producido por las obras del puente del Waldschlößchen. En el año 2005 se culminó la reconstrucción de la Frauenkirche, iglesia que se ha convertido en el símbolo de la reconstrucción de la ciudad.
Schiller en 1785 escribió en esta ciudad la Oda a la Alegría, el poema que es actualmente el Himno de la Unión Europea.
- Dresde en 1521
- Mapa de la ciudad en 1634.
- Mapa de la ciudad en 1895.
- El viejo mercado, hacia 1881.
- Vista desde el puente de Augusto (años 1890)

## Política
El Oberbürgermeister (primer alcalde) dirige el Ayuntamiento y representa a la ciudad. Es elegido por un periodo de siete años. Por debajo de él se encuentran varios alcaldes, cada uno encargado de una cartera en particular. La alcaldesa actual es Helma Orosz.
El pleno del Ayuntamiento sienta las bases sobre las que actuará la administración municipal y puede, mediante la oportuna resolución, dar órdenes al alcalde. Si hay determinados temas sobre los que la decisión correspondiente no recae en el alcalde, decide en tal caso el pleno del Ayuntamiento. De hecho, el pleno del Ayuntamiento participa en todos los asuntos de la ciudad; asimismo promulga decretos y reglamentos, defendiendo el poder legislativo que corresponde a la ciudad. Los concejales son elegidos mediante un sistema de tres votos para su cargo, que dura cinco años. Hay un total de 70 concejales. La tercera edad y los extranjeros que viven en la ciudad están representados mediante un vocal.
Dresde se divide en dos distritos electorales para el Bundestag, Bundestagswahlkreise. El distrito electoral Wahlkreis 160 se hizo famoso en las elecciones de 2005, porque en él se celebraron las elecciones dos semanas más tarde, debido al fallecimiento de una de las candidatas pocos días antes de los comicios en toda Alemania.
El distrito electoral 161 (Dresde II) comprende las zonas de la ciudad al norte y algunas al suroeste del Elba.
Últimamente ha habido varios temas muy controvertidos en la vida municipal de Dresde: La construcción de un nuevo puente, sobre el que se decidió positivamente mediante un referéndum. Otros temas conflictivos fueron la nueva construcción de una Opereta para la ciudad, la modernización de uno de los estadios de la ciudad y, en último lugar, la venta planificada de la sociedad de vivienda de la ciudad.
Han sido alcaldes de Dresde, desde 1853:
- 1853-1877: Friedrich Wilhelm Pfotenhauer
- 1877-1895: Dr. Paul Alfred Stübel
- 1895-1915: Gustav Otto Beutler
- 1915-1931: Bernhard Blüher
- 1931-1933: Wilhelm Külz
- 1933-1940:Ernst Zörner (NSDAP)
- 1940-1945: Hans Nieland (NSDAP)
- 1945: Rudolf Friedrichs
- 1945-1946: Johannes Müller (KPD)
- 1946: Gustav Leissner (KPD)
- 1946-1958: Walter Weidauer (SED)
- 1958-1961: Prof. Herbert Gute (SED)
- 1961-1986: Gerhard Schill (SED)
- 1986-1990: Wolfgang Berghofer (SED)
- 1990-2001:Dr. Herbert Wagner (CDU)
- 2001-2008: Ingolf Roßberg (FDP)
- Desde 2008:Helma Orosz (CDU)

## Organización administrativa

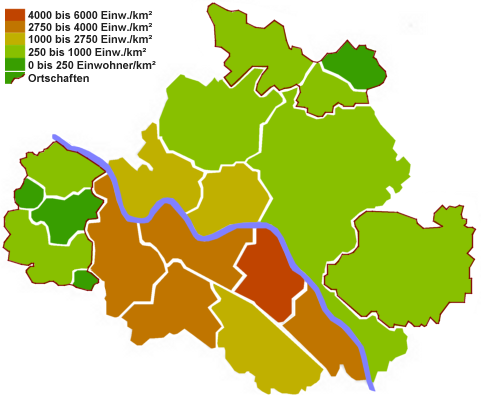
Densidad de población en las diferentes zonas.

Dresde está dividida en áreas administrativas. Estas áreas se denominan distritos urbanos (Orsteile), es decir, una agrupación de barrios de la ciudad; cada distrito es dirigido mediante una figura administrativa (Ortsamt), y gobernado mediante una figura del ejecutivo, Junta de distrito (Ortsbeirat), todo ello conforme al artículo 71 de las Ordenanzas Municipales de Sajonia, estas figuras se ocupan de todas los asuntos de importancia que afecten al distrito emanados por el Ayuntamiento de la ciudad, mediante las diferentes comisiones que se creen. El presidente de la Junta es el primer alcalde o bien una persona en la que haya delegado. Lo normal es que esta persona sea el director de esta área administrativa. Los miembros oficiales de la Junta del distrito los elige el ayuntamiento de Dresde, de una lista que proporcionan los diferentes partidos políticos, en función del resultado que se ha obtenido en las últimas elecciones municipales en cada área en particular. Estos miembros tienen que tener su domicilio principal en el área administrativa que representan.
Con la agregación de nuevas zonas al municipio de Dresde que se hizo en 1990 se crea en Dresde la figura de población o pedanía (Ortschaft). Para estas nuevas poblaciones agregadas se crearon igualmente cinco figuras administrativas. La población Alfranken se administra junto con la de Cotta. Estas poblaciones tienen cada una su ayuntamiento pedáneo, el cual, a diferencia de las Juntas de distrito es elegido directamente por los habitantes de las poblaciones, al mismo tiempo que se realiza las elecciones para el ayuntamiento de Dresde. Cada ayuntamiento pedáneo elige igualmente un responsable o director en España denominado alcalde pedáneo.

### Desarrollo histórico

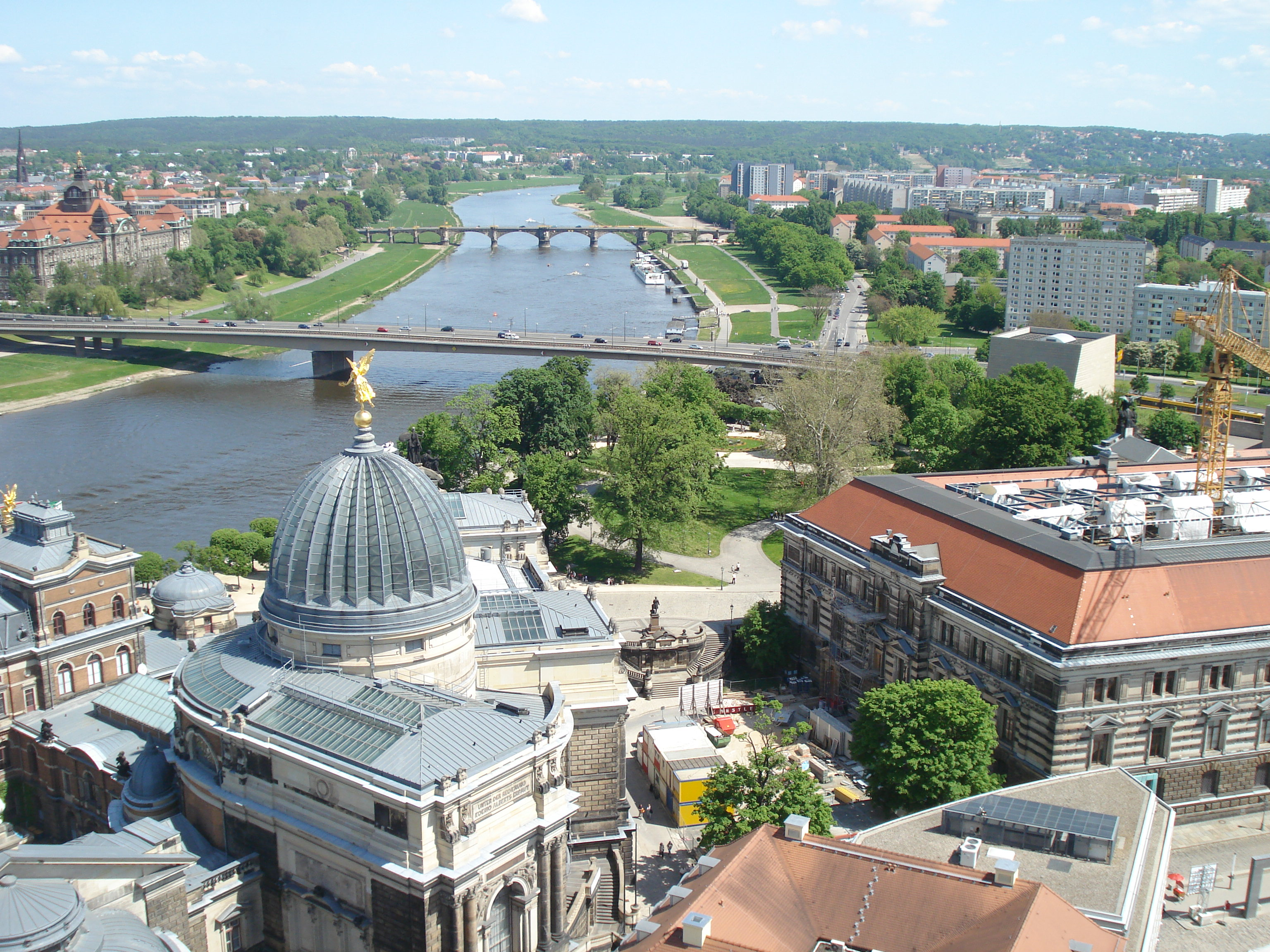
Vista del Elba.

Desde el siglo XIII (1292) está a la cabeza de la ciudad un Gemeinderat (concejo municipal) con un Bürgermeister (alcalde). Este era elegido por el concejo y cambiaba cada año. El puesto era honorífico. Después de la implantación de la Ordenación General del Reino de Sajonia en 1832, se conservó junto al alcalde un concejo elegido. En 1853 el alcalde pasó a tener el título de Oberbürgermeister (primer alcalde). Ya en 1874 Dresde se convirtió en exemte Stadt. En la estructura actual del estado se denomina a este tipo de ciudad kreisfreie Stadt (Ciudad sin distrito). No obstante, Dresde continuó tanto como sede del distrito de la ciudad de Dresde (es decir, la ciudad y su hinterland) Amtshauptmannschaft como de una demarcación administrativa mayor denominada Kreishauptmannschaft (parecida a nuestra provincia). Estas denominaciones se modificaron en 1938, denominándose urbe (o distrito) de Dresde Kreis y 'provincia' de Dresde Regierungsbezirk, respectivamente. Estas divisiones administrativas resultan difíciles de comprender, ya que no tienen nada que ver con las de España o países con estructura administrativa similar a la francesa, más racionales y cartesianas.
Durante la época nazi los alcaldes, consejeros y similares eran elegidos por el NSDAP.
Tras el fin de la Segunda Guerra Mundial en 1945, durante la época soviética, en un primer momento se encargó de la administración la Comandancia Municipal. En septiembre de 1946 se eligió como parlamento municipal una asamblea de concejales. En las elecciones siguientes hasta 1989 todos los partidos y organizaciones concurrían en una lista común.
Tras la entrada de la RDA en la RFA, el concejo municipal volvió a ser libremente elegido. El primer presidente, en este caso presidenta, del concejo fue Evelyn Müller (CDU). Entonces era tarea del concejo la elección del primer alcalde, pero desde 1994 este es elegido directamente por la población.
Los distritos administrativos (Ortsamt) que se incluyen en las zonas denominadas Altstadt (ciudad antigua) y Neustadt (ciudad nueva), constituyen la ciudad original de Dresde. Junto a esta zona, situada intramuros de la ciudad, se encuentran extramuros arrabales, a lo largo de las vías principales de acceso a Dresde, la mayor parte de ellos fueron construidos por nobles, quienes a su vez le dieron su nombre. Antonstadt (ciudad de Antonio), no obstante, se la ha conocido como el cinturón del barrio de Neustadt, es decir, no se la ha considerado un arrabal; por el contrario, otros arrabales “nobles” siguieron considerándose de esta forma. Con el tiempo, la ciudad continuó creciendo, sobre todo en el siglo XIX conforme se fueron construyendo en los pueblos cercanos hasta quedar unidos a la ciudad. Finalmente, la denominación arrabal dejó de utilizarse.
Ya en 1958, la ciudad de Dresde y su Hinterland se dividía en 5 zonas urbanas Centro, Este, Oeste, Sur y Norte.
Dresde está dividida desde 1991 en 10 distritos municipales y 9 pedanías. Los distritos municipales o urbanos surgieron de la ciudad y su área metropolitana con anterioridad a 1990, mientras que las pedanías se constituyeron como consecuencia de una nueva reordenación municipal con posterioridad a 1990. El distrito municipal con más población es Blasewitz, el de menor Loschwitz. La pedanía de mayor superficie y con más población es Schönfeld-Weißig, que se extiende por la zona conocida como meseta de Hochland.
Las nueve pedanías se componen de barrios, en muchos casos estos barrios formaban antes municipios que a finales de 1990 se integraron para formar dichas pedanías. Caso aparte es el barrio de Kauscha que hasta 1999 estaba dentro de Bannewitz y este a su vez en una comarca situada fuera de Dresde (Weißeritz) pero ese año de 1999 se escindió de Bannewitz para pasar a la pedanía de Prohlis.
Originalmente, al parte más antigua de la ciudad se hallaba al norte del Elba. Sin embargo, esta zona fue destruida en el incendio de 1732. Después de este hecho, se denominó Neue Königliche Stadt (Nueva Ciudad Real), que luego se quedó en Neustadt (Ciudad Nueva).
La zona que se encuentra en la otra orilla del río pasó a llamarse Altstadt (Ciudad Antigua). Del mismo modo, la ciudad se siguió ampliando hacia el sur, puesto que el valle del Elba es más llano en esa zona. La ciudad no se extiende uniformemente por el valle en el que se encuentra, sino que principalmente lo hace en dirección sudeste y noroeste.
Desde 1835 a medida que la ciudad iba creciendo, se iban agregando nuevos municipios. En total 64 municipios, dos Gutsbezirke y dos ciudades.
Los municipios que fueron anexionados antes de 1990, mantuvieron el estatus especial de Ortschaft (población) dentro de la estructura municipal de Dresde. La mayor anexión fue la de Schönfeld-Weißig al este del término municipal.
El propio Blasewitz se incorporó a Dresde en 1921, desde entonces a este barrio pertenecían amplias zonas de los actuales distritos urbanos que se encuentran incluidos en la ciudad de Dresde.

## Geografía

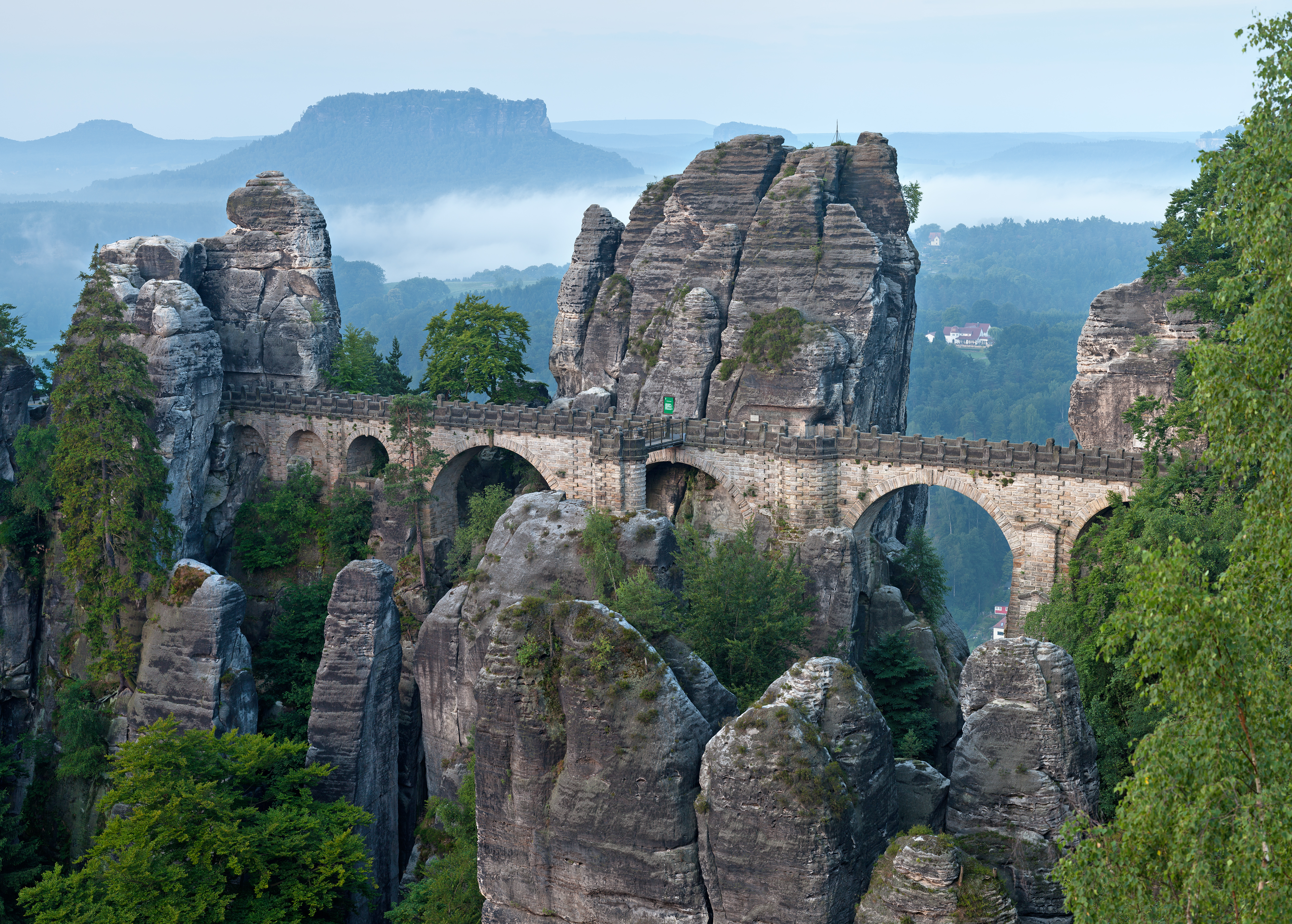
El puente de Bastei en la Suiza sajona, a pocos kilómetros de Dresde.

Dresde, a una altura sobre el nivel del mar de 113 metros, se sitúa en el valle del Elba, a ambos lados de este río. El valle se encuentra encajonado entre las estribaciones de los Montes Metálicos orientales (Osterzgebirge) por un lado, por las laderas finales de la meseta granítica de Lusacia y, finalmente, por las montañas Elbsandstein (montes de arenisca del Elba). Su situación tan atractiva junto al río, su arquitectura barroca y mediterránea, así como su clima benigno han contribuido a que esta ciudad sea conocida como la Elbflorenz (Florencia del Elba). La mayor altura del distrito de Dresde es la montaña Triebenberg con 384 m, situada al norte del río Elba.
La ciudad, como consecuencia de la anexión de nuevos municipios, así como por los nuevos asentamientos de población, se encuentra en superficie solo por detrás de Berlín, Hamburgo y Colonia, siendo la cuarta ciudad en tamaño de Alemania.
Los ríos más importantes de Dresde son el Elba, el único navegable, y dos afluentes del Elba por su lado izquierdo (el Weißeritz y el Lockwitzbach, naciendo ambos en las Montes Metálicos orientales). Como afluente por el lado derecho destaca el Prießnitz.

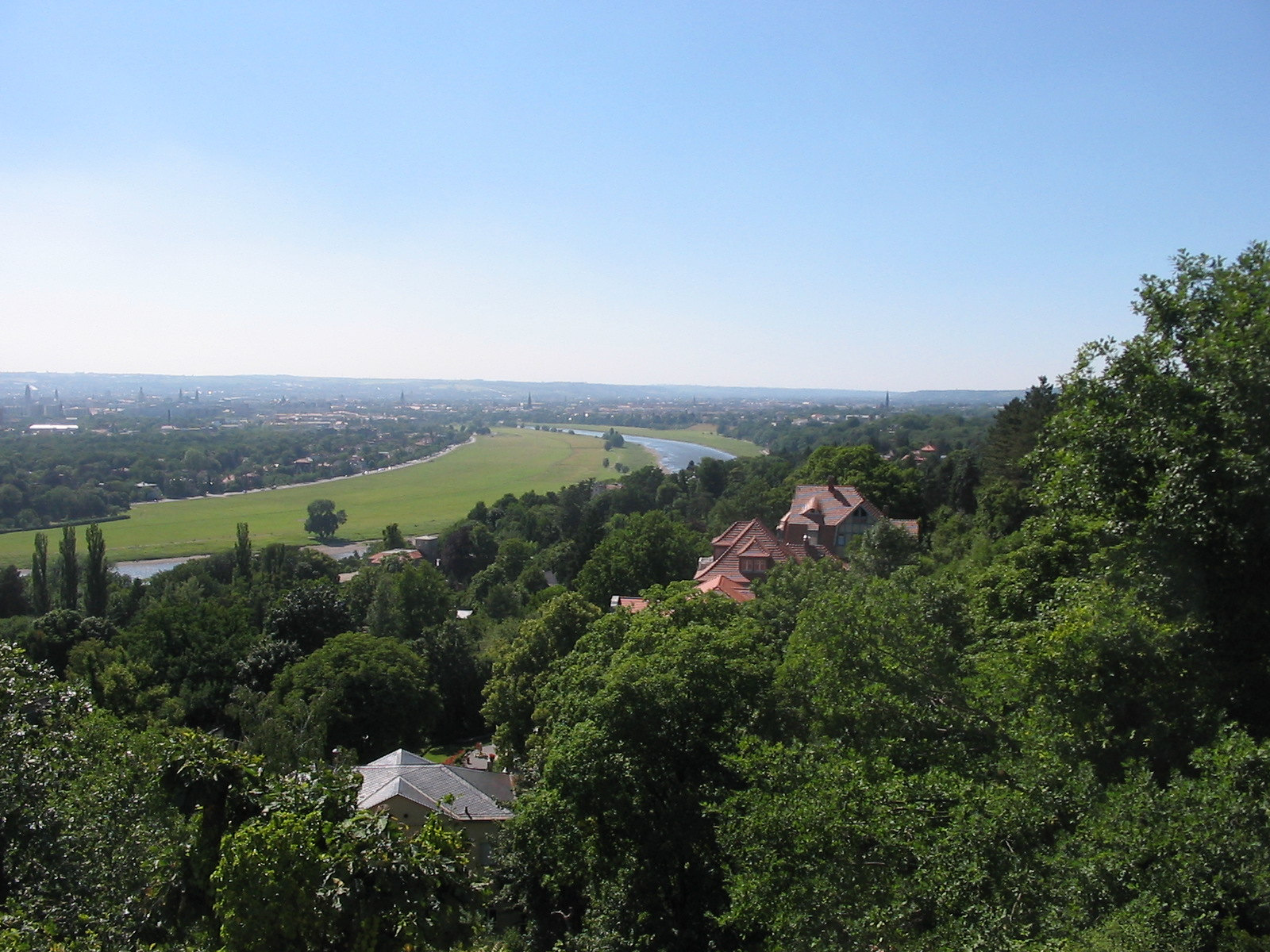
Valle del Elba visto desde Luisenhof.

Dresde, después de las últimas incorporaciones administrativas, se ha convertido en una de las ciudades con más zonas verdes de Europa, ya que tiene un 63% de su superficie considerada zona verde o bosque. La Landa de Dresde constituye una superficie de bosque cerrado al norte de la ciudad. Más alejado de la ciudad, pero en su espacio administrativo, hay cuatro zonas medioambientalmente protegidas de ámbito nacional y que suponen una superficie de 331 ha; en segundo lugar, hay 11 000 ha incluidas en figuras de protección de ámbito autonómico (Land) denominadas zona de paisaje protegido, superficie que son parte de 9 Lugares de Importancia Comunitaria, que en esta zona suponen 1800 ha. Existen igualmente incontables jardines, alamedas y parques que pueden ser considerados monumentos y que junto con los cementerios constituyen 110 tesoros de la naturaleza, o bien, partes fundamentales del paisaje.
Ciudades alemanas cercanas de cierta consideración son Chemnitz (80 km al sudoeste), Leipzig (100 km al noroeste) y Berlín (200 km al norte). A 150 km al sur se encuentra la capital checa, Praga, conocida como la ciudad dorada y a 230 km al este se encuentra Breslavia, en Polonia (Wrocław en polaco, antigua capital de la Baja Silesia).
Como se ha dicho, en las cercanías de Dresde están la comarcas o distritos (en alemán Landkreis es una figura administrativa entre comarca y distrito) de Suiza Sajona-Montes Metálicos Orientales, con las ciudades de Pirna, Heidenau y Freital, la comarca de Bautzen con la ciudad de Radeberg y la de Meißen con las ciudades de Moritzburg y Radebeul. Todas ellas lindan con Dresde y constituyen el núcleo de la conurbación de Dresde. Más alejada se encuentra Riesa con la ciudad de Freiberg, ya en las montañas.

### Clima
Dresde tiene un clima oceánico templado (Cfb), influido por su situación interior, con veranos cálidos e inviernos ligeramente más fríos que el promedio de Alemania. La temperatura media en enero es 0,6 °C y en julio 19,4 °C. Los meses más secos son febrero, marzo y abril, con una precipitación de aproximadamente 40 mm. Los meses más húmedos son julio y agosto, con más de 70 mm al mes. La estación meteorológica está cerca del aeropuerto de Dresde, 120 metros más alta que la mayoría de la ciudad en el valle de la Elba; el clima allí es notable más frío y más húmedo que en el valle de la Elba. Con una temperatura media de 10,4 °C el centro de Dresde es entre las ciudades más calurosas de Alemania. La temperatura más alta registrada es 39,8 °C en 12.08.2012.
Datos de la estación meteorológica del aeropuerto de Dresde (elevación 230m):
| Parámetros climáticos promedio de Dresde, Klotzsche (normales 1991–2020, extremos 1967–2013) | Parámetros climáticos promedio de Dresde, Klotzsche (normales 1991–2020, extremos 1967–2013) | Parámetros climáticos promedio de Dresde, Klotzsche (normales 1991–2020, extremos 1967–2013) | Parámetros climáticos promedio de Dresde, Klotzsche (normales 1991–2020, extremos 1967–2013) | Parámetros climáticos promedio de Dresde, Klotzsche (normales 1991–2020, extremos 1967–2013) | Parámetros climáticos promedio de Dresde, Klotzsche (normales 1991–2020, extremos 1967–2013) | Parámetros climáticos promedio de Dresde, Klotzsche (normales 1991–2020, extremos 1967–2013) | Parámetros climáticos promedio de Dresde, Klotzsche (normales 1991–2020, extremos 1967–2013) | Parámetros climáticos promedio de Dresde, Klotzsche (normales 1991–2020, extremos 1967–2013) | Parámetros climáticos promedio de Dresde, Klotzsche (normales 1991–2020, extremos 1967–2013) | Parámetros climáticos promedio de Dresde, Klotzsche (normales 1991–2020, extremos 1967–2013) | Parámetros climáticos promedio de Dresde, Klotzsche (normales 1991–2020, extremos 1967–2013) | Parámetros climáticos promedio de Dresde, Klotzsche (normales 1991–2020, extremos 1967–2013) | Parámetros climáticos promedio de Dresde, Klotzsche (normales 1991–2020, extremos 1967–2013) |
| Mes                                                                                          | Ene.                                                                                         | Feb.                                                                                         | Mar.                                                                                         | Abr.                                                                                         | May.                                                                                         | Jun.                                                                                         | Jul.                                                                                         | Ago.                                                                                         | Sep.                                                                                         | Oct.                                                                                         | Nov.                                                                                         | Dic.                                                                                         | Anual                                                                                        |
| -------------------------------------------------------------------------------------------- | -------------------------------------------------------------------------------------------- | -------------------------------------------------------------------------------------------- | -------------------------------------------------------------------------------------------- | -------------------------------------------------------------------------------------------- | -------------------------------------------------------------------------------------------- | -------------------------------------------------------------------------------------------- | -------------------------------------------------------------------------------------------- | -------------------------------------------------------------------------------------------- | -------------------------------------------------------------------------------------------- | -------------------------------------------------------------------------------------------- | -------------------------------------------------------------------------------------------- | -------------------------------------------------------------------------------------------- | -------------------------------------------------------------------------------------------- |
| Temp. máx. abs. (°C)                                                                         | 16.2                                                                                         | 19.7                                                                                         | 24.4                                                                                         | 29.5                                                                                         | 31.3                                                                                         | 35.3                                                                                         | 36.4                                                                                         | 37.3                                                                                         | 32.3                                                                                         | 27.1                                                                                         | 19.1                                                                                         | 16.4                                                                                         | 37.3                                                                                         |
| Temp. máx. media (°C)                                                                        | 3.0                                                                                          | 4.5                                                                                          | 8.5                                                                                          | 14.3                                                                                         | 18.8                                                                                         | 22.2                                                                                         | 24.5                                                                                         | 24.2                                                                                         | 19.1                                                                                         | 13.5                                                                                         | 7.6                                                                                          | 4.1                                                                                          | 13.7                                                                                         |
| Temp. media (°C)                                                                             | 0.6                                                                                          | 1.5                                                                                          | 4.7                                                                                          | 9.7                                                                                          | 14.0                                                                                         | 17.3                                                                                         | 19.4                                                                                         | 19.1                                                                                         | 14.6                                                                                         | 9.8                                                                                          | 5.0                                                                                          | 1.7                                                                                          | 9.8                                                                                          |
| Temp. mín. media (°C)                                                                        | -2.0                                                                                         | -1.5                                                                                         | 1.1                                                                                          | 4.8                                                                                          | 8.9                                                                                          | 12.3                                                                                         | 14.3                                                                                         | 14.1                                                                                         | 10.4                                                                                         | 6.5                                                                                          | 2.4                                                                                          | -0.7                                                                                         | 5.9                                                                                          |
| Temp. mín. abs. (°C)                                                                         | -25.3                                                                                        | -23.0                                                                                        | -16.5                                                                                        | -6.3                                                                                         | -3.4                                                                                         | 1.2                                                                                          | 6.7                                                                                          | 5.4                                                                                          | 1.4                                                                                          | -6.0                                                                                         | -13.2                                                                                        | -21.0                                                                                        | -25.3                                                                                        |
| Precipitación total (mm)                                                                     | 61.5                                                                                         | 56.5                                                                                         | 54.1                                                                                         | 46.4                                                                                         | 61.1                                                                                         | 65.7                                                                                         | 73.2                                                                                         | 77.0                                                                                         | 60.3                                                                                         | 61.2                                                                                         | 63.8                                                                                         | 70.0                                                                                         | 750.7                                                                                        |
| Días de precipitaciones (≥ 0.1 mm)                                                           | 17.4                                                                                         | 14.4                                                                                         | 15.1                                                                                         | 11.4                                                                                         | 13.7                                                                                         | 13.5                                                                                         | 14.6                                                                                         | 12.7                                                                                         | 11.9                                                                                         | 14.0                                                                                         | 14.7                                                                                         | 16.1                                                                                         | 169.4                                                                                        |
| Días de nevadas (≥ 1.0 cm)                                                                   | 12.1                                                                                         | 9.8                                                                                          | 4.5                                                                                          | 0.6                                                                                          | 0                                                                                            | 0                                                                                            | 0                                                                                            | 0                                                                                            | 0                                                                                            | 0.1                                                                                          | 2.2                                                                                          | 6.4                                                                                          | 35.7                                                                                         |
| Horas de sol                                                                                 | 62.0                                                                                         | 82.1                                                                                         | 127.0                                                                                        | 187.3                                                                                        | 222.0                                                                                        | 221.3                                                                                        | 233.8                                                                                        | 222.8                                                                                        | 164.2                                                                                        | 119.9                                                                                        | 67.9                                                                                         | 60.0                                                                                         | 1770.4                                                                                       |
| Humedad relativa (%)                                                                         | 82.6                                                                                         | 78.7                                                                                         | 74.4                                                                                         | 67.0                                                                                         | 67.9                                                                                         | 68.5                                                                                         | 67.1                                                                                         | 67.8                                                                                         | 74.9                                                                                         | 79.8                                                                                         | 84.3                                                                                         | 83.7                                                                                         | 74.7                                                                                         |
| Fuente n.º 1: NOAA                                                                           |                                                                                              |                                                                                              |                                                                                              |                                                                                              |                                                                                              |                                                                                              |                                                                                              |                                                                                              |                                                                                              |                                                                                              |                                                                                              |                                                                                              |                                                                                              |
| Fuente n.º 2: Deutscher Wetterdienst                                                         |                                                                                              |                                                                                              |                                                                                              |                                                                                              |                                                                                              |                                                                                              |                                                                                              |                                                                                              |                                                                                              |                                                                                              |                                                                                              |                                                                                              |                                                                                              |

## Demografía
Dresde tiene actualmente (2018) cerca de 560.000 habitantes. A comienzos del siglo XX Dresde era una de las cinco ciudades más pobladas de Alemania. En 1933 la ciudad alcanzó su mayor población, 642.143 habitantes. Durante la Segunda Guerra Mundial se redujo la población hasta los 468.000 habitantes de 1946. Aunque temporalmente la población volvió a superar los 500.000 habitantes, el número volvió a reducirse debido a la emigración y al crecimiento de las zonas periféricas. En 1995 la población era de unos 469.000 habitantes, poco más que en 1946. Después, la población ha seguido aumentando gracias a las nuevas anexiones a la ciudad y a un saldo migratorio ligeramente positivo.
Para ilustrar la diferencia existente en la forma de poblarse de los distritos de Dresde, basta comparar la zona periférica con la interior del distrito de Neustadt. La zona periférica (exterior) tiene una densidad de 11 000 hab/km², la mayor de la ciudad de Dresde, por el contrario la zona central o interior (casco histórico) tiene una densidad mucho menor (3000 hab/km²).
La zona de Dresde con mayor densidad de población es la de Blasewitz. Por tanto, la zona más densamente poblada se encuentra justo al lado de la menos poblada.
Las landas de Dresde (Dresdner Heide) se encuentran en el distrito de Loschwitz, el cual tiene la menor densidad de población de todos los distritos de Dresde, con 268 habitantes/km².

## Religión

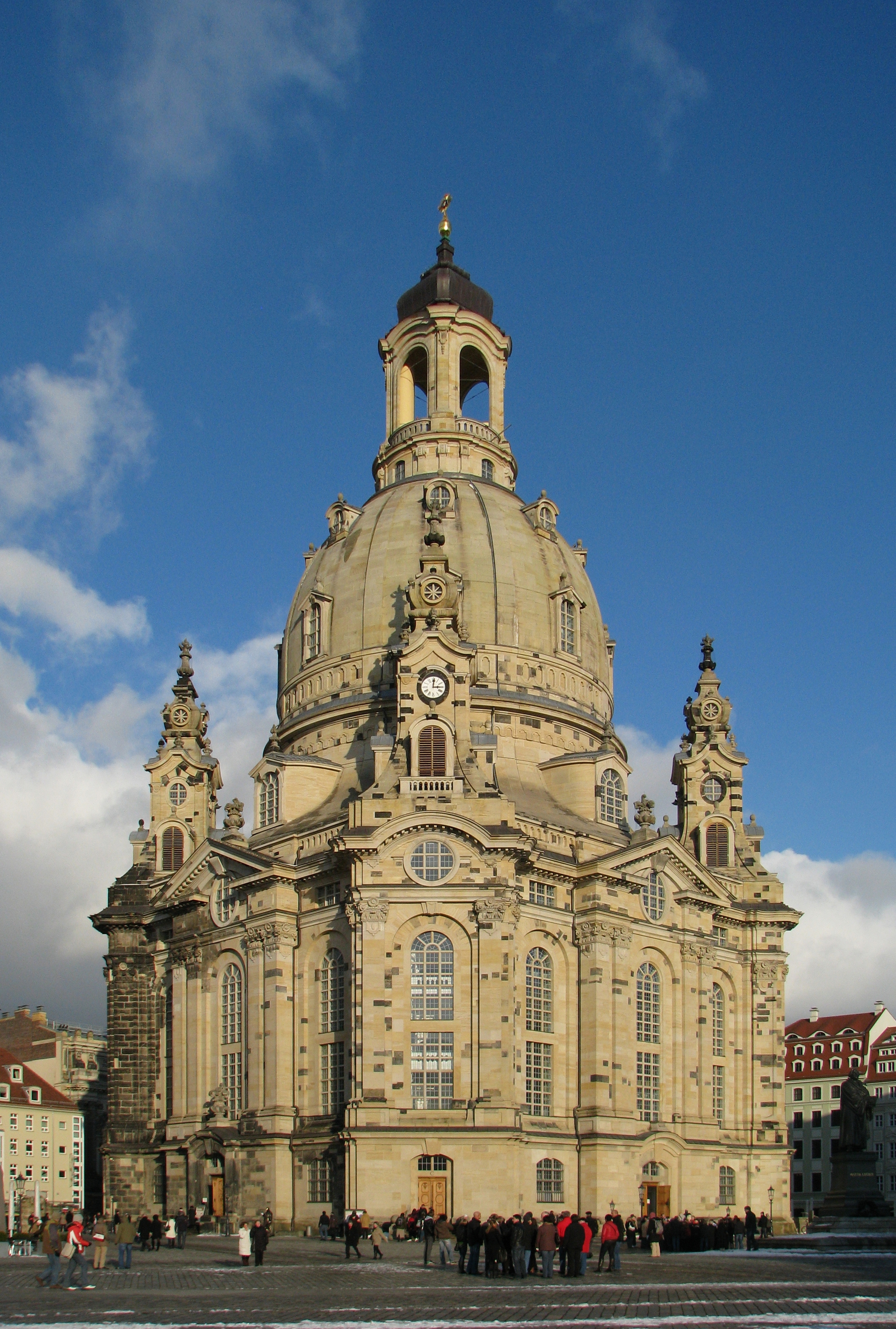
Frauenkirche.

En Dresde, unas 75.000 personas son de confesión luterana (protestante) y cerca de 20.000 personas de confesión católica. Esto corresponde a un 15% y a un 4%, respectivamente, de la población permanente de la ciudad.[cita requerida]
La Reforma protestante se impuso en Dresde en el año 1539. Hacia 1571, la ciudad defendía un fuerte luteranismo. En 1661 volvió a haber servicios religiosos católicos. El príncipe elector Federico Augusto I cambió la confesión de la corte por la católica en 1697 para poder ser coronado rey de Polonia como Augusto II. En 1807, las parroquias católicas se podían equiparar en número, pero sus seguidores han permanecido en minoría.
A partir de 1949, la mayoría de los habitantes de Dresde (sobre todo evangélicos) se apartaron de la Iglesia. El porcentaje de habitantes evangélicos descendió desde el 85% hasta el 22% que se registraba en 1989. En 1980 Dresde se convirtió por primera vez en obispado, y con ello la Hofkirche se consagró como catedral del obispado de Dresde-Meißen.
El Ayuntamiento de Dresde estima el número de seguidores de iglesias libres o de creencias no cristianas en unas 5000 personas (2005).

## Cultura y lugares de interés

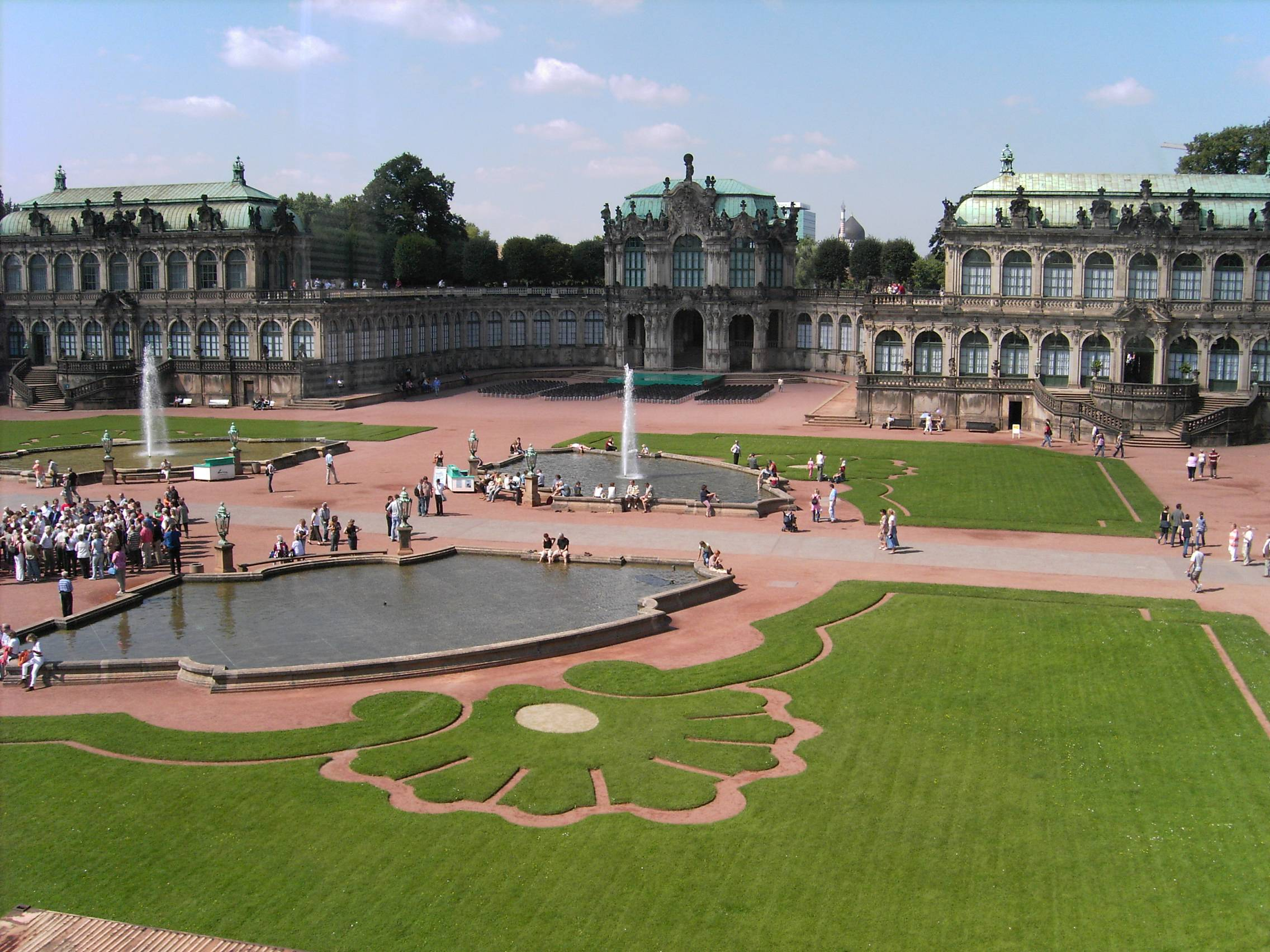
Zwinger, palacio de estilo barroco.

Dresde es una ciudad de alto nivel cultural y artístico a nivel mundial. La ciudad cuenta con más que 60 museos, 35 teatros, famosas orquestas y coros, y valiosas colecciones de arte, una Escuela de Bellas Artes, conocidas corporaciones musicales y edificios significativos de numerosas épocas. Generalmente, los edificios significativos están ocupados por instituciones culturales. En su mayoría son edificios e instituciones que se han desarrollado por separado. Cada año acuden visitantes tanto de Alemania como del resto del Mundo para participar en las numerosas actividades relacionadas con el Arte, la Ciencia y la Técnica. Digno de mención es el engranaje entre arte y ciencia y técnica, que se puede reconocer en muchas colecciones.
El escudo de la ciudad está dividido en dos partes doradas; en la izquierda un león dorado, en la otra dos barras negras verticales. El león representa a la Marca de Meißen, las barras a la Marca de Landsberg, los cuales dominaron la ciudad en la Edad Media tardía. Los dos símbolos del escudo se utilizan desde el siglo XIV en los sellos de la ciudad. Anteriormente, las barras eran azules (compárese con los escudos de Leipzig y Chemnitz), pero más tarde se cambiaron para distinguir el escudo del de Meißen-Landsberg. Los colores de la ciudad son el amarillo y el negro.

### Arquitectura
Dresde es conocida como la ciudad del Barroco, llegando a utilizarse el término Barroco de Dresde en el campo de la arquitectura. En general, los edificios barrocos y algunos neobarrocos que se conservan fueron construidos por los monarcas sajones. No se conservan muchos edificios civiles barrocos. Por otro lado, muchos son clasificados erróneamente en este estilo. Otras construcciones son de estilo renacentista y clásico sobre todo, pero con el nuevo estilo de construcción del Historicismo arquitectónico.

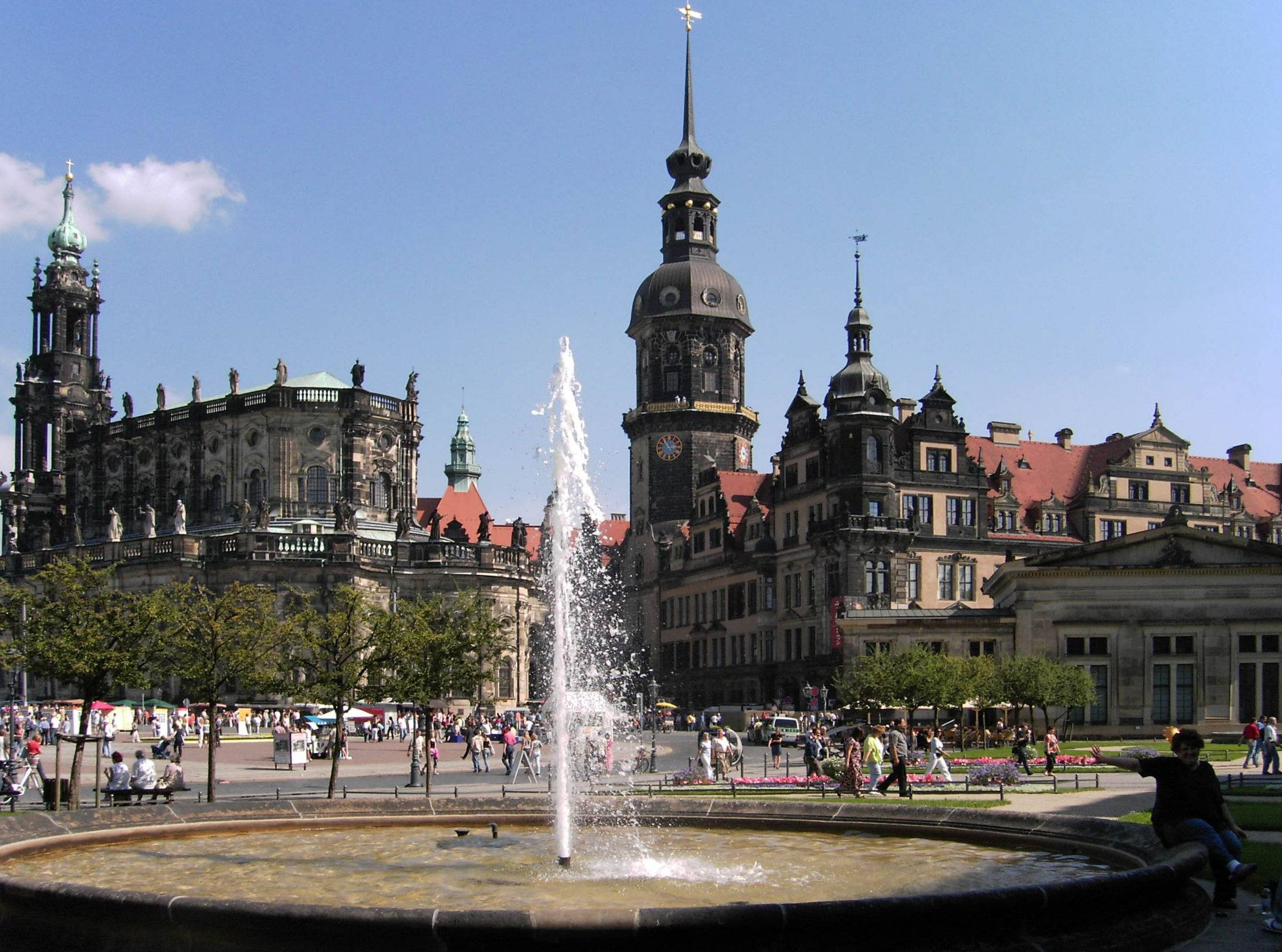
Catedral y Palacio (derecha) en Theaterplatz.

- Frauenkirche: la Iglesia evangélica luterana de Nuestra Señora es mundialmente conocida como un monumento en contra de la guerra y como símbolo de la reconciliación. El 14 de febrero de 1945 se derrumbó como consecuencia del bombardeo de Dresde. Años después ha sido reconstruida gracias, principalmente, a donantes de todo el mundo. Se consagró el 30 de octubre de 2005. A lo alto de su gran cúpula, la cual domina el perfil de la ciudad, se puede subir para tener una vista panorámica de toda la urbe. El edificio original de George Bähr fue uno de los mejores exponentes del Barroco. La iglesia se edificó entre 1723 y 1743. El tiempo de construcción, de 17 años, era muy corto para aquella época, ante todo si se tiene en cuenta que para la reconstrucción se han necesitado 10 años en la actualidad. Tanto el edificio nuevo como el anterior tienen una altura de unos 91 m.

- Hofkirche: la Iglesia de la Corte (catedral católica) ha vuelto a ser el segundo edificio religioso en altura tras la reconstrucción de la Frauenkirche. La Hofkirche fue reconstruida tras la Segunda Guerra Mundial y en 1980 fue consagrada catedral. Dresde es una de las pocas ciudades en las que una catedral católica no es el edificio religioso más alto.

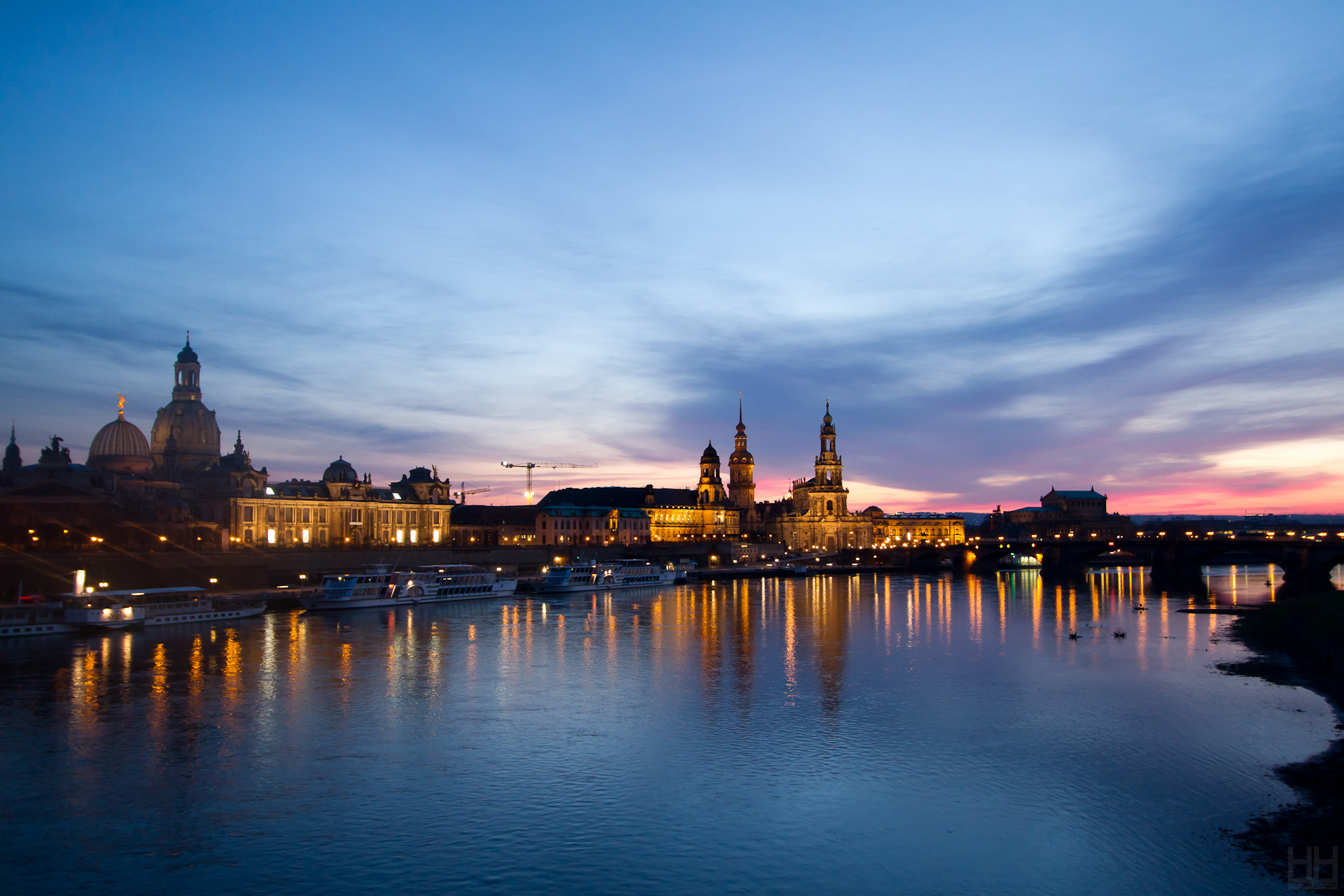
Terrazas en el Elba de noche.

- Terraza de Brühl: es un conjunto arquitectónico que extiende a lo largo de la orilla del Elba junto al casco histórico, donde está la Escuela Superior de Bellas Artes de Dresde. El acceso occidental a la terraza se realiza a través de unas escaleras que dan a la Schlossplatz. Desde comienzos del siglo XIX se le denomina también en ocasiones “el balcón de Europa”.

- Dresdner Schloss: antigua residencia de los reyes de Sajonia. En la actualidad alberga varias exposiciones y colecciones; la más famosa, el Grünes Gewölbe.

- Augustusbrücke: el puente de Augusto es el más significativo de la ciudad y une el casco antiguo barroco con la Neustadt sobre el río Elba.

- Dresden Hauptbahnhof: es la estación central de ferrocarril de la ciudad.

- Gläserne Manufaktur: Es una fábrica de automóviles de la firma Volkswagen situada en el Großer Garten. No es una fábrica típica, sino que fue diseñada para respetar el entorno donde fue construida.

- Kreuzkirche: en el Altmarkt (Mercado Antiguo). La iglesia de la Santa Cruz es una iglesia evangélica, como la mayoría de las de Dresde, y existe desde el siglo XIII, aunque con diferente forma. Resultó destruida al final de la Segunda Guerra Mundial y fue reconstruida después de la Reunificación alemana.

- Iglesia ortodoxa rusa de Dresde

- Dreikönigskirche (Iglesia de los Reyes Magos): en el centro de la Neustadt y entre 1990 y 1993 fue la sede del Parlamento Sajón.

- Christuskirche: se construyó entre 1902 y 1905 en la zona de Strehlen, sobre una colina, por los arquitectos Schilling & Graebner de Dresde. Es una de las iglesias más modernas y artísticas que se construyeron en su época en Alemania.

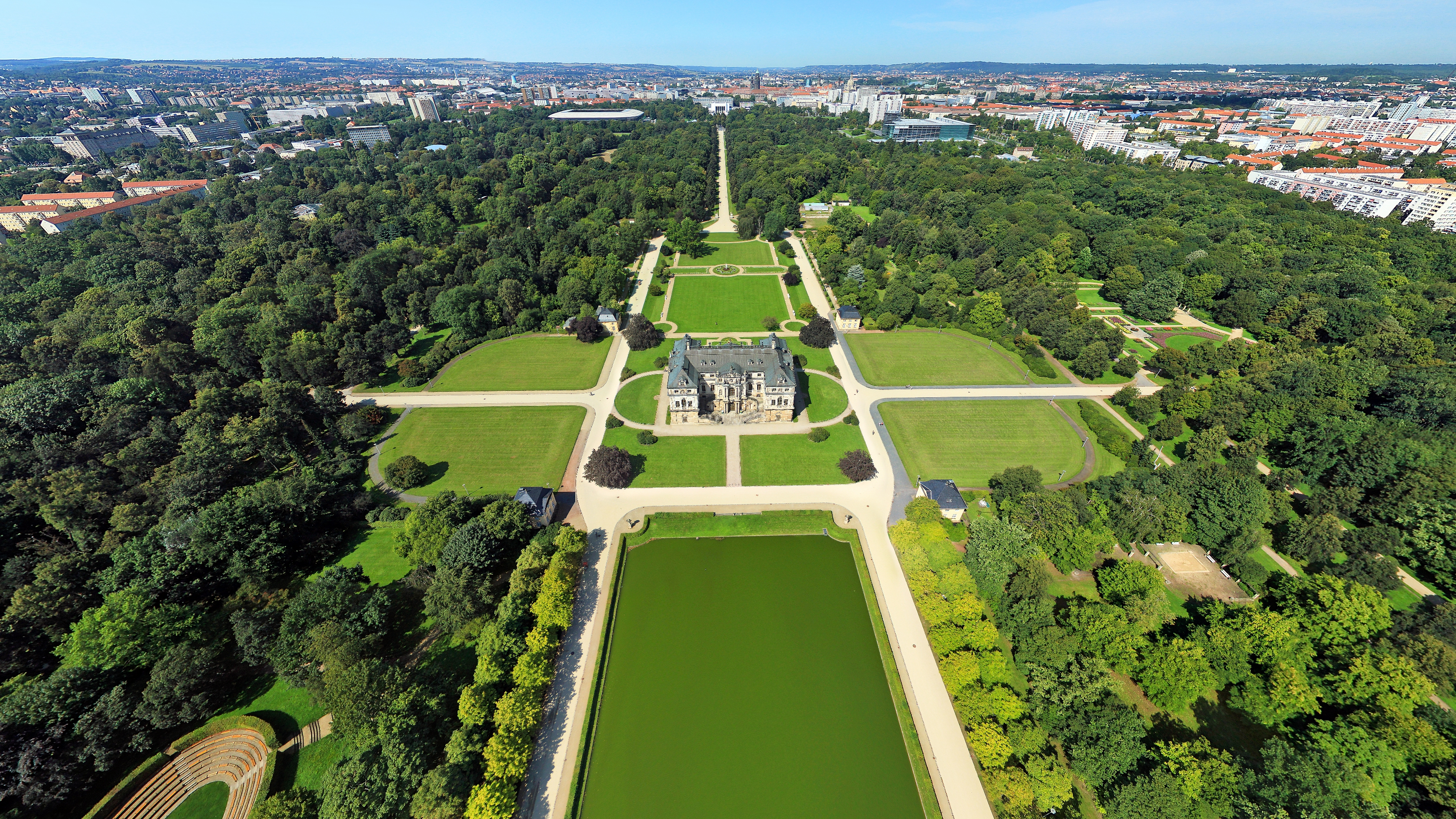
Großer Garten en Dresde.

- Sinagoga de Dresde: fue destruida durante la Noche de los cristales rotos (Kristallnacht) el 9 de noviembre de 1938. El antiguo edificio fue construido entre 1838 y 1840 según planos de Gottfried Semper. De allí sólo se pudo salvar la Estrella de David. Desde el 9 de noviembre de 2001 se puede visitar, casi en el mismo lugar, el nuevo edificio.

- Desfile de los Príncipes (Fürstenzug): es un mural de porcelana situado junto a la Schlossplatz que representa a los monarcas de la casa de Wettin entre 1123 y 1906.

- Großer Garten: parque barroco situado en el centro de la ciudad. Se construyó a partir de 1676 como jardín de caza fuera de las murallas de la ciudad.

- Yenidze: antigua fábrica de tabaco con forma de mezquita reconvertida en restaurante y atracción turística.

- Sophienkirche: en Postplatz junto al Zwinger no fue reconstruida. A pesar de su buen estado de conservación, fue eliminada por el gobierno de la ciudad en el marco del anticlericalismo socialista. Era uno de los pocos edificios góticos de Dresde.

### Museos

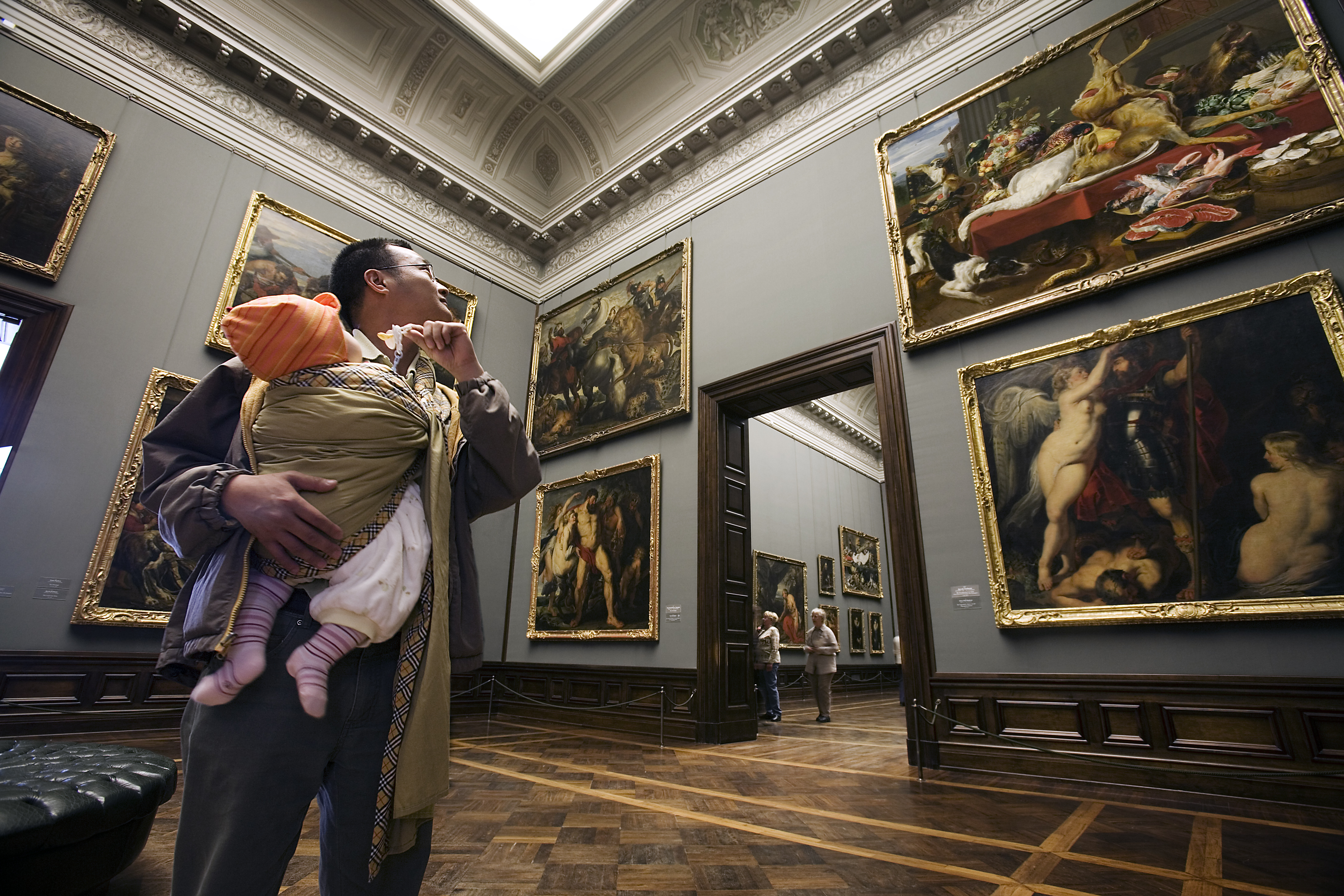
Una sala de la Gemäldegalerie Alte Meister

- Galería de Pinturas de los Maestros Antiguos (Galerie Alte Meister): se encuentra en el edificio Semperbau de Zwinger desde 1855. La pieza más famosa de la colección es la Madonna Sixtina de Rafael, la cual en un principio fue parte de un retablo (1512/13). La galería cuenta con pinturas del Renacimiento y del Barroco, como Durero, Tiziano, Giorgione, Jan van Eyck, Rembrandt, Vermeer, Rubens y Canaletto.

- Galería de los nuevos maestros (Galerie Neue Meister): está situada en el Albertinum y contiene obras de pintores como Caspar David Friedrich, Max Liebermann, Max Slevogt, Otto Dix y artistas del grupo Die Brücke. La galería alberga trabajos del Romanticismo, Impresionismo y Expresionismo. A diferencia de los "antiguos maestros", los artistas de esta galería muestran numerosas referencias a Dresde, debido a que muchos han estudiado o enseñado en la Hochschule für Bildende Künste o vivido en Dresde.

- Grünes Gewölbe: esta "bóveda verde" alberga el tesoro de los antiguos reyes sajones, que es una colección de orfebrería y manufactura fina. En total se compone de unas 3000 piezas, de las cuales unas 1000 están expuestas. La colección está estrechamente unida a la colección de Münzsammlung y a la Rüstkammer.

- Museo Alemán de la Higiene (Deutsches Hygiene Museum): fue levantado entre 1928 y 1930, una época en la que a través de numerosas instituciones sanitarias y escolares se pretendía mejorar el estado de salud de la población. Desde su fundación en 1912, el museo de la salud, de la biología humana y de la medicina explica estos temas al gran público. Su pieza más famosa es la Gläserne Frau (Mujer de vidrio), que da una plástica y rápida idea de todos los entresijos. La mascota para las explicaciones a los niños, antes de 1990, fue Kundi.

- Mathematisch-Physikalische Salon: contiene instrumentos relacionados con la física y las matemáticas de la época barroca, además de globos terráqueos y cartografía astronómica. Esta colección es una de las más tempranas uniones entre cultura y ciencia, puesto que fue formada en 1728.

- Militärhistorisches Museum der Bundeswehr: trata sobre la historia militar del ejército de la República Federal Alemana. Fue construido según los planos de Daniel Libeskind (ver más abajo) y contiene una colección de armas y máquinas bélicas de varios siglos diferentes.

- Museo Municipal de Dresde: la principal parte del se encuentra en la casa de campo, Landhaus, en Pirnaischer Platz. Alberga exposiciones sobre el desarrollo de la ciudad. Otros museos municipales son el de Carl Maria von Weber, el de Józef Ignacy Kraszewski, el museo Kügelgenhaus -sobre el pintor romántico de Dresde Franz Gerhard von Kügelgen- y Schillerhäuschen.

- Colecciones técnicas de la ciudad de Dresde: se encuentran en la zona de Striesen y ocupan el Ernemannbau, una antigua fábrica de aparatos fotográficos. Se muestran objetos de la Industrialización, además de calculadoras y procesadores. El punto fuerte son los desarrollos sajones que influenciaron la industrialización sajona.

- Museo de Erich Kästner: este museo situado en la Albertplatz está dedicado al escritor Erich Kästner.

### Música
| Dresdner Kreuzchor: el coro juvenil de la Kreuzkirche (iglesia de la Santa Cruz). Es casi tan antiguo como la ciudad, puesto que fue fundado en el siglo XIII.                                            |
| Dresdner Kapellknaben perteneciente a la catedral (antigua Hofkirche). |
| Dresdner Kammerchor: activo en la ciudad y el extranjero, especializado en música antigua. Fundado en 1985 y dirigido por Hans-Christoph Rademann.                                                        |
| Philharmonischer Chor Dresden: fundado en 1967, trabaja principalmente con la Filarmónica. Dirigido por Gunter Berger                                                                                     |
| Knabenchor Dresden: fundado en 1971 por el catedrático Manfred Winter. Es dirigido por Matthias Jung. |
| Singakademie Dresden: importante coro de aficionados. Procede de la Dresdner Lehrergesangverein, fundada en 1884. Consta de coros infantil, de cámara, oratorios y seniores. Dirigida por Ekkehard Klemm. |

En Dresde existen varias orquestas famosas.
- Orquesta Estatal Sajona de Dresde: es la agrupación musical más antigua del mundo. Su predecesora, la Königliche Hofcantorey fue fundada por Mauricio de Sajonia en 1548. Ésta, a principios del siglo XVII, comenzó a acompañar a la ópera y, más tarde, se convirtió en la Sächsischen Staatsoper (Semperoper). Entre otros, fueron directores suyos Carl Maria von Weber, Heinrich Marschner y asistente Richard Wagner. Hasta 2007 Fabio Luisi es su director musical.

- Filarmónica de Dresde: orquesta reconocida internacionalmente, fue fundada en 1870. Hasta 1915 llevó el nombre de Orchester des Gewandhauses Dresden. Kurt Masur y Marek Janowski fueron directores suyos. Desde 2011 bajo la dirección de Michael Sanderling

- Dresdner Sinfoniker: es una joven orquesta fundada en 1996. Los socios soportan casi por completo a esta orquesta sinfónica. Se dedica exclusivamente a la música contemporánea, al margen de los repertorios comunes, y a las mezclas de diferentes géneros musicales. En 2004 fue premiada con el Echo Klassik y pusieron música, junto con Pet Shop Boys, a la película Panzerkreuzer Potemkin.

### Teatros

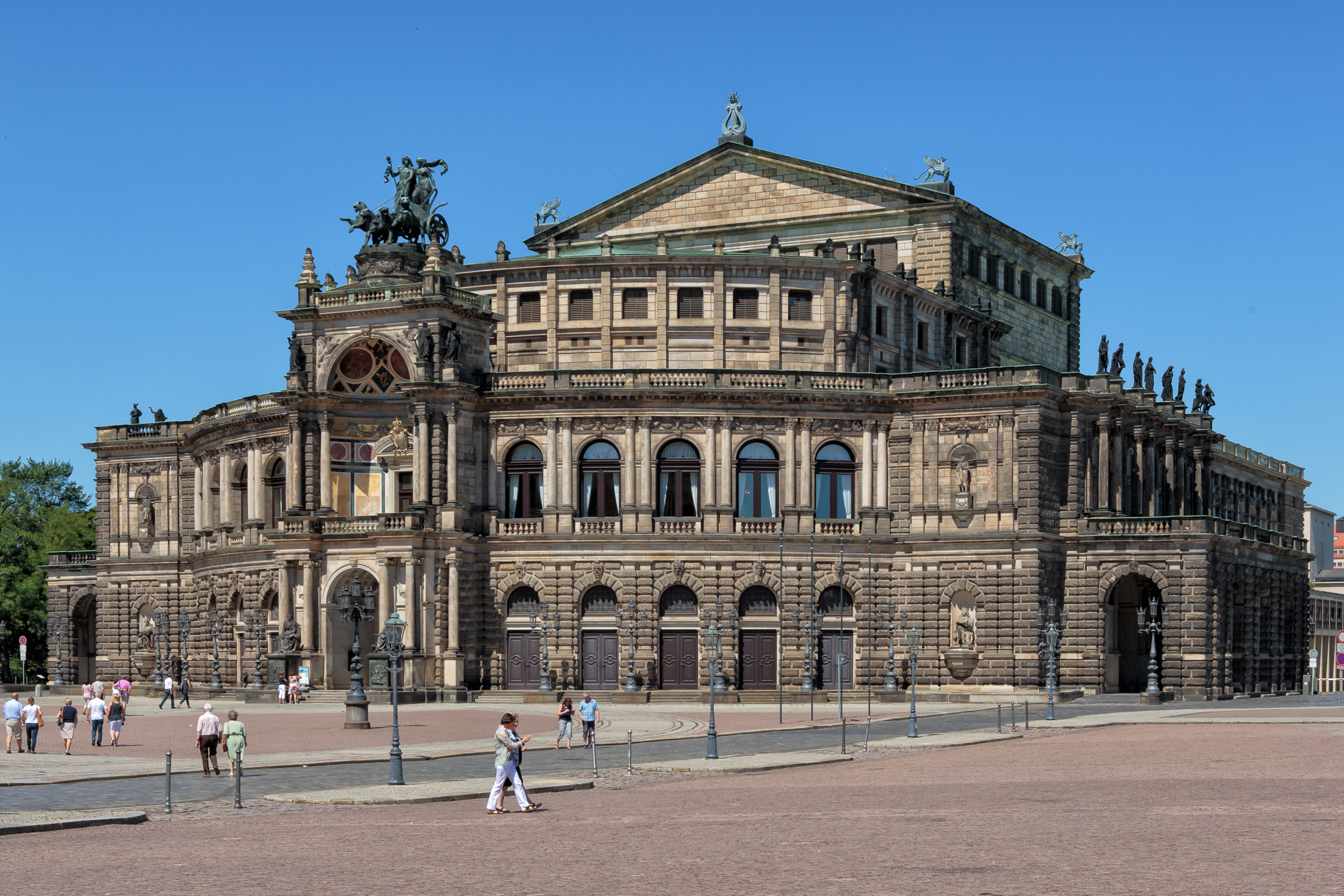
Semperoper, el edificio de la ópera de la ciudad.

- Semperoper: el edificio de la ópera de Dresde se ubica desde 1841 en la Theaterplatz y toma su nombre de su arquitecto, Gottfried Semper. Alberga las actuaciones de la Sächsische Staatsoper (Ópera Estatal de Sajonia), la Staatskapelle Dresden (Orquesta de la Ópera) y del Dresden Semperoper Ballet. En la Semperoper se estrenaron óperas de Richard Wagner y Richard Strauss.

- Schauspielhaus am Zwinger: es el mayor teatro de Dresde.

### Cines
Dresde cuenta con un variado panorama cinematográfico. En los últimos años se han creado cuatro multicines: CinemaxX en Blasewitz, Metropolis en Waldschlößchen, UCI en Elbe-Park y UFA-Palast en Prager Straße. Debido a la arquitectura es especialmente interesante el UFA-Palast, el cual fue diseñado por el estudio de arquitectura Coop Himmelb(l)au y construido en cristal. Además, justo al lado se encuentra el Rundkino, un destacado cine de los tiempos de la RDA.
A pesar del aumento de los multicines, Dresde cuenta con diversos cines alternativos (Programmkinos) y con el cine a la antigua usanza Schauburg en Neustadt. La competencia no ha podido con él, e incluso ha sido elegido reiteradas veces, según una revista de Dresde, como el cine preferido de la ciudad. Entre los cines alternativos cabe mencionar los siguientes: Programmkino Ost, Casablanca, Kino im Dach, Kino im Kasten y Thalia.

### Deportes
El club deportivo más famoso de Dresde es el equipo de fútbol Dinamo Dresde, de gran éxito en tiempos de la RDA, pero que hoy en día milita en la 3. Liga, la tercera división del fútbol alemán. Juega sus encuentros de localía en el Rudolf-Harbig-Stadion que posee una capacidad para más de 32.000 espectadores.
El Dresdner SC, creado en 1898, es uno de los fundadores de la Federación Alemana de Fútbol. Otro equipo de fútbol con relativo éxito es SC Borea Dresden, el cual participa activa en la Oberliga. Otros clubes populares en la ciudad son los Dresden Monarchs, que juegan en la primera división de fútbol americano, y los Dresdner Eislöwen, de la 2.ª Bundesliga de hockey sobre hielo.
En 2010 la ciudad fue una de las sedes de la Copa Mundial Femenina de Fútbol Sub-20 de 2010 y en 2011 organizó el Mundial Femenino

### Especialidades culinarias
- Dresdner Christstollen
- "Pan ruso" (Russisch Brot)
- Dominosteine
- Dresdner Eierschecke
- Pflaumentoffel

## Ciudades hermanadas
- Brazzaville, República del Congo (desde 1975)
- Breslavia, Polonia (desde 1963)
- Columbus, Ohio, EE. UU. (desde 1992)
- Coventry, Reino Unido (desde 1959)
- Estrasburgo, Francia (desde 1990)
- Florencia, Italia (desde 1978)
- Hamburgo, Alemania (desde 1987)
- Hangzhou, China (desde 2009)
- Ostrava, República Checa (desde 1971)
- Róterdam, Países Bajos (desde 1988)
- Salzburgo, Austria (desde 1991)
- San Petersburgo, Rusia (desde 1961)
- Skopie, Macedonia del Norte (desde 1967)

### Sobre aspectos generales
- Ruf, Christian (2006). 800 Jahre Dresden. Eine Zeitreise (en alemán). Edition Sächsische Zeitung. ISBN 9783938325193.
- Helfricht, Jürgen; Häßler, Ulrich (2005). Kleines Dresden-ABC (en alemán). Husum: Husum. ISBN 3-89876-122-3.

### Sobre la historia de la ciudad
- Blaschke, Karlheinz; otros (2005). Geschichte der Stadt Dresden, Tomo 1: Von den Anfängen bis zum Ende des Dreißigjährigen Krieges; Tomo 2: Vom Ende des Dreißigjährigen Krieges bis zur Reichsgründung y Tomo 3: Von der Reichsgründung bis zur Gegenwart (en alemán). Stuttgart: via. ISBN 3806219060.
- Zumpe, Dieter (2003). Dresden: Heute/Today (en inglés y alemán). Prestel Pub. ISBN 3-7913-2860-3.

#### Monográficos sobre el bombardeo
- Taylor, Frederick. Dresde: el bombardeo más controvertido de la II Guerra Mundial (en v.o.: Dresden: Tuesday 13 February 1945) (2005 edición). Temas de Hoy. ISBN 978-84-8460-411-2.
- Addison, Paul; Crang, Jeremy A. (2006). Firestorm: The Bombing of Dresden (en inglés). Pimlico. ISBN 1-8441-3928-X.

### Sobre aspectos arquitectónicos y urbanísticos
- Flagge, Ingeborg (2004). Dresden (FSB Architekturführer. Stadtführer zeitgenössischer Architektur) (en alemán). Darmstadt: Verlag Das Beispiel. ISBN 3-935243-48-0.
- Löffler, Fritz (1999). Das alte Dresden. Geschichte seiner Bauten (en alemán). Leipzig: Seemann. ISBN 3-363-00007-3.
- Hübner, Ulrich; vv.aa. (1998). Symbol und Wahrhaftigkeit. Reformbaukunst in Dresden (en alemán). Dresden: Verlag der Kunst. ISBN 978-3-86530-068-3.
- Knebel, Victoria (2007). Preserve and Rebuild: Dresden during the Transformations of 1989-1990. Architecture, Citizens Initiatives and Local Identities (en inglés). Peter Lang Pub. ISBN 978-3631559543.